# کریستن پفاف
کریستن پفاف (انگلیسی: Kristen Pfaff; ۲۶ مهٔ ۱۹۶۷ – ۱۶ ژوئن ۱۹۹۴) یک موسیقی‌دان اهل ایالات متحده آمریکا بود. وی بین سال‌های ۱۹۹۱ تا ۱۹۹۴ میلادی فعالیت می‌کرد. که بر اثر اُوِردُز باهروئین درگذشت.